# Anthony Newley
George Anthony Newley (* 24. September 1931 in Hackney, London, England; † 14. April 1999 in Jensen Beach, Florida, USA) war ein britischer Schauspieler, Popsänger und Songwriter, der in seiner Heimat zwei Nummer-eins-Hits (Why und Do You Mind?) hatte und 1963 einen Grammy für den Song des Jahres, What Kind of Fool Am I?, erhielt.

## Biografie

### Von der Schauspielschule zum Film
Newley ging in Clapton, einem Stadtteil von London, zur Schule, bis er wegen des Blitzkriegs nach Lancashire evakuiert wurde. Nach dem Krieg arbeitete er kurzzeitig in einem Versicherungsbüro, ehe er noch als 14-Jähriger Schüler der Italia Conti Academy wurde, einer renommierten Schauspielschule in London. Schon wenig später wurde er für den Film entdeckt. Seine erste größere Rolle war als Dick Bultitude in Peter Ustinovs Vice Versa (1948, gemeinsam mit Petula Clark). Im gleichen Jahr spielte er neben Alec Guinness den Artful Dodger in David Leans Verfilmung von Charles Dickens’ Oliver Twist. 1955 gab er sein Londoner Theaterdebüt in der Revue Cranks. Bis 1959 war er in etwa zwanzig weiteren Filmen zu sehen.

### Von der Leinwand in die Charts
1959 wurde aus dem Schauspieler auch ein Popsänger, als er in dem Film Idle on Parade einen Popstar spielte, der zur Armee eingezogen wird (Vorbild war die echte Geschichte von Terry Dene). Für den Film textete er vier Songs, zu denen Joe „Mr. Piano“ Henderson die Musik geschrieben hatte. Newleys Plattenfirma Decca Records brachte eine Single mit zweien dieser Titel heraus, die am 1. Mai 1959 in die britischen Charts einstieg. A-Seite der Single war I’ve Waited So Long; der Song stieg bis auf Platz drei. Gleichzeitig veröffentlichte Decca auch eine EP mit allen vier Songs, die zusätzlich bis auf Platz 13 in der britischen Hitparade kam.
Wenige Wochen später brachte er eine Coverversion von Lloyd Prices Personality ebenfalls in die Top Ten. Seine nächste Single war ebenfalls ein Cover. Frankie Avalon hatte Why im Dezember 1959 auf Platz eins der US-Charts gebracht. Anthony Newley wiederholte dies mit dem Song von Bob Marcucci und Peter de Angelis in Großbritannien am 5. Februar 1960. Vier Wochen blieb die Single auf dem Spitzenplatz. Nicht einmal drei Monate später folgte Newleys zweite Nummer eins als Sänger; das von Lionel Bart geschriebene Do You Mind war am 28. April 1960 die hundertste Nummer eins der britischen Chart-Geschichte, wurde allerdings bereits eine Woche später durch Cathy’s Clown von den Everly Brothers abgelöst. Why? und If She Should Come to You konnte Newley auch in den US-Charts platzieren.

### Vom Popsänger zum Musical
Im britischen Fernsehen spielte Newley 1960 die Titelrolle und führte Regie in der kurzlebigen Serie The Strange World of Gurney Slade. Das Konzept der Serie war, dass der Protagonist in einer Fernsehserie feststeckt – damals eine echte Novität.
Unter den bekannten Liedern, die Newley in dieser Zeit interpretierte, waren Novelty Songs wie eine Version von Strawberry Fair oder Pop Goes the Weasel, das ebenfalls in die US-amerikanischen und die britischen Charts einzog, erwähnenswert.
Mit Leslie Bricusse schrieb er das Musical Stop the World: I Want to Get Off!, in dem er auch in der Hauptrolle als Littlechap auf der Bühne stand. Diese Rolle brachte ihm eine Nominierung für einen Tony Award als „bester Hauptdarsteller in einem Musical“ ein. 1963 gewannen Newley und Bricusse einen Grammy für den Song des Jahres, What Kind of Fool Am I?, der allerdings kommerziell nicht ganz an die Erfolge der Jahre zuvor anknüpfen konnte. Gonna Build a Mountain und Once in a Lifetime waren weitere Hitsongs aus diesem Musical. Nachdem es 1960 in Manchester uraufgeführt worden und in London bereits 15 Monate gelaufen war, feierte es am 3. Oktober 1962 Premiere im Shubert Theatre am Broadway – die erste von 556 Aufführungen.
1964 folgte die Musik für den James-Bond-Film Goldfinger (gemeinsam mit Bricusse und John Barry), dessen Titelsong ein Hit für Shirley Bassey wurde. Feeling Good, ein Hit für Nina Simone und später für die Rockband Muse, stammte aus dem nächsten Musical von Newley/Bricusse, The Roar of the Greasepaint – The Smell of the Crowd (1965).

### Als Filmkomponist auch Bühnenstar
Ende der 1960er wandte er sich wieder mehr dem Film zu. So spielte er 1967 neben Rex Harrison und Richard Attenborough im Filmmusical Doktor Dolittle, zu dem Bricusse das Drehbuch beisteuerte. Für Can Hieronymus Merkin Ever Forget Mercy Humppe and Find True Happiness? erhielt Newley 1970 gemeinsam mit Herman Raucher den Preis der Writers' Guild of Great Britain für das beste britische Originaldrehbuch des Jahres. Er agierte außerdem für den Film als Regisseur, Schauspieler, Produzent und Komponist.
1971 schrieben Bricusse und Newley die Songs für die Musical-Verfilmung von Roald Dahls Kinderbuch Charlie und die Schokoladenfabrik, die unter dem Titel Willy Wonka & the Chocolate Factory auf die Leinwand kam. Die Filmmusik wurde 1972 für einen Oscar nominiert. Eins der Lieder aus dem Film, The Candy Man, wurde in einer Coverversion von Sammy Davis jr. 1972 ein Nummer-eins-Hit in den USA. Noch 1972 brachte Newley sein nächstes Musical im West End auf die Bühne, The Good Old Bad Old Days, eine weitere Zusammenarbeit mit Bricusse.
Er stand in den 1970ern vor allem in den USA, aber auch in seiner Heimat auf der Bühne. In Las Vegas war er ein ebenso großer Star wie Tony Bennett, Dean Martin oder Frank Sinatra. Daneben schrieb er weitere Filmmusiken, so 1975 für Mr. Quilp oder 1976 für eine Fernsehverfilmung von Peter Pan mit Danny Kaye und Mia Farrow. Gemeinsam mit Stanley Ralph Ross war er Autor und Komponist der Bühnenshow Chaplin über das Leben von Charlie Chaplin.
Seine letzte große Rolle spielte Anthony Newley als Autoverkäufer in der britischen Seifenoper EastEnders. Er musste sie aber nach wenigen Monaten wieder aufgeben, da sein Gesundheitszustand keine Drehs mehr zuließ.

## Erfolge und Auszeichnungen
Neben den drei Nummer-eins-Hits als Sänger und Songwriter und dem Grammy 1963 erhielt Newley zahlreiche weitere Auszeichnungen. 1960 wählten ihn die Leser des New Musical Express auf Platz drei der besten britischen Sänger. 1977 wurde er in Las Vegas als Male Musical Star of the Year ausgezeichnet. Die Filmmusik zu Charlie und die Schokoladenfabrik wurde für einen Oscar nominiert. In der Datenbank der BMI sind mehr als 150 Songs verzeichnet, zu denen er Musik oder Text schrieb. 1989 wurde er gemeinsam mit Leslie Bricusse in die Songwriters Hall of Fame aufgenommen.
Newleys Gesangsstil mit seinem ausgesprochen britischen Akzent hat David Bowie stark beeinflusst.

## Privatleben
Von 1956 bis 1963 war er mit Elizabeth Ann Lynn verheiratet; die Ehe wurde geschieden. Anschließend heiratete er noch 1963 das spätere Denver-Clan-Biest Joan Collins. Das Paar war bis 1971 verheiratet und hat zwei Kinder, die Sängerin Tara Newley und Schauspieler Alexander „Sacha“ Newley. Anthony Newleys dritte Ehefrau war bis 1989 die ehemalige Stewardess Dareth Dunn. Auch mit ihr hatte er zwei Kinder, Christopher und Shelby.
1985 wurde bei Newley Nierenkrebs diagnostiziert, eine Niere wurde entfernt. 1997 hatte der Krebs die Lunge und wenig später die Leber befallen. Newley starb mit 67 Jahren am 14. April 1999 in Jensen Beach, Florida. Die britische Presse würdigte ihn nach seinem Tode als „Allround-Entertainer und einen der nettesten Menschen“.

## Filmografie (Auswahl)
- 1947: Dusty Bates
- 1948: Vice Versa
- 1948: Oliver Twist
- 1948: Die kleine Ballerina (The Little Ballerina)
- 1949: A Boy, a Girl, and a Bike
- 1949: Don’t Ever Leave Me
- 1950: Lebensgefährlich (Highly Dangerous)
- 1953: Top of the Form
- 1954: The Blue Peter
- 1959: Submarine – U-Boote greifen an (Above Us the Waves)
- 1955: Himmelfahrtskommando (The Cockleshell Heroes)
- 1956: Panzerschiff Graf Spee (The Battle of the River Plate)
- 1956: XX unbekannt (X the Unknown)
- 1956: Port Afrika (Port Afrique)
- 1957: Kameraden der Luft (High Flight)
- 1957: Spiel mit dem Feuer (Fire Down Below)
- 1957: Onkel George und seine Mörder (How to Murder a Rich Uncle)
- 1958: Der Mann ohne Nerven (The Man Inside)
- 1958: Keine Zeit zu sterben (No Time to Die)
- 1959: Rivalen unter heißer Sonne (Killers of Kilimanjaro)
- 1959: Idle on Parade
- 1960: Let’s Get Married
- 1963: Der Gehetzte von Soho (The Small World of Sammy Lee)
- 1967: Doctor Dolittle
- 1968: Adieu, geliebter November (Sweet November)
- 1969: Can Hieronymus Merkin Ever Forget Mercy Humppe and Find True Happiness?
- 1975: The Old Curiosity Shop
- 1975: Mad Wurst (It Seemed Like a Good Idea at the Time)
- 1981: Hart aber herzlich (Hart to Hart, Fernsehserie, Folge Mordstheater)
- 1985: Alice im Wunderland (Alice in Wonderland)
- 1986: Höllenfahrt nach Lordsburg (Stagecoach) (Fernsehfilm)
- 1987: Die Schmuddelkinder (The Garbage Pail Kids Movie)
- 1992: Boris und Natasha – Dümmer als der CIA erlaubt (Boris and Natasha)